# Harry Stangenberg
Harry Stangenberg, född den 21 april 1893 i Stockholm, död den 3 november 1941 i Engelbrekts församling, Stockholm, var en svensk operaregissör. Han var son till Emil Stangenberg.
Stangenberg genomgick Handelshögskolan, utbildade sig 1913–1916 i regikonst vid Kungliga teatern samt hos Max Reinhardt i Berlin och vid hovoperan i München, var 1916–1919 regissör vid operascener i Bern, Frankfurt a. M. och Riga och från 1919 förste regissör vid Kungliga teatern i Stockholm, där han med framgång skötte iscensättning och övrig regi i "Ifigenia på Tauris", "Myrtokle", "Rosenkavaljeren", "Kronbruden", "Mona Lisa" med flera operor. Han var gift med operasångerskan Göta Ljungberg 1922–1929. Stangenberg är begravd på Norra begravningsplatsen utanför Stockholm.

## Teater

### Regi (ej komplett)
| År   | Produktion           | Upphovsmän                                                           | Teater        |
| ---- | -------------------- | -------------------------------------------------------------------- | ------------- |
| 1933 | Nymånen The new moon | Oscar Hammerstein, Laurence Schwab, Frank Mandel och Sigmund Romberg | Oscarsteatern |